# Adogbé
Adogbé è un arrondissement del Benin situato nella città di Covè (dipartimento di Zou) con 5.358 abitanti (dato 2006).